# Lola Montès (película)
Lola Montès es una película francesa dramática-histórica coescrita y dirigida por Max Ophüls y estrenada en 1955. Es protagonizada por  Martine Carol, Peter Ustinov, Anton Walbrook, Ivan Desny, Henri Guisol y Oskar Werner.

## Sinopsis
Narra la historia de Lola Montez (1821-1861), cortesana y bailarina famosa en toda Europa. Nacida en Irlanda, Lola (Martine Carol) fue la amante de famosos hombres como el músico húngaro Franz Liszt o el rey Luis I de Baviera. Ya en el ocaso de su carrera, trabaja en un circo de Nueva Orleans, Luisiana, donde realiza un número acrobático mientras un maestro de ceremonias (Peter Ustinov) narra al público su escandalosa vida.

## Reparto
- Martine Carol: Lola Montès
- Peter Ustinov: Maestro de ceremonias del circo
- Anton Walbrook: Rey Luis I de Baviera
- Ivan Desny: Teniente James
- Henri Guisol: Maurice, cochero de Lola
- Lise Delamare: (de la Comédie-Française): Sra. Craigie, madre de Lola
- Paulette Dubost: Joséphine, la doncella de Lola y pareja de Maurice
- Oskar Werner: El estudiante bávaro
- Will Quadflieg: Franz Liszt
- Jean Galland: El secretario particular
- Béatrice Arnac: Una amazona del circo
- Héléna Manson (como Helena Manson): La hermana del teniente James
- Germaine Delbat: une huésped
- Carl Esmond (como Willy Eichberger): El doctor
- Jacques Fayet
- Friedrich Domin: Director del circo
- Werner Finck: Wisböck, el pintor
- Jacqueline Cantrelle: la amiga del director de orquesta
- Ady Berber: Bulgakov, el forzudo

## Ficha técnica
- Dirección musical: Jacques Métehen (ediciones Sidem)
- Decorados: Jean d'Eaubonne
- Modelos de vestuario de Martine Carol: Marcel Escoffier
- Vestuario de otros personajes: Georges Annenkov
- Producción delegada: Albert Caraco
- Coproducción: Gamma Films, Florida Films, Union Films
- Estudios: Franstudio, París, y Baviera, Múnich
- Idiomas originales: Francés, inglés y alemán
- Formato: color (Eastmancolor), 35 mm, 2.55: 1 Sonido Dolby (versión restaurada) | Estéreo de 4 pistas (Western Electric Sound System)
- Fechas de estreno:
  - Francia: 23 de diciembre de 1955 (versión original); 20 de enero de 1956 (versión alternativa); 22 de febrero de 1957 (nuevo montaje); 3 de diciembre de 2008 (versión original remasterizada), 1 de enero de 2020 (versión restaurada)
  - Alemania: 12 de enero de 1956
  - Bélgica: 17 de febrero de 1956

## Tema de la película
La película está inspirada en la vida, según Cécil Saint-Laurent, de la famosa bailarina y cortesana del siglo XIX Lola Montez, amiga íntima de Franz Liszt y de Luis I de Baviera, interpretada por la actriz Martine Carol en uno de los papeles más importantes de su carrera.
Es un himno al eterno femenino, de una poesía tan barroca como cruel, enmarcado por una belleza muy oscura. La película está construida sobre «la indecencia de los espectáculos basados en el escándalo […] donde el amor y el dinero se intercambian indistintamente, donde la fama es una mercancía». Filmado por una cámara llena de creatividad, agilidad y virtuosismo, el guion describe, mediante una parábola trágica, el final de la vida de la heroína en plena decadencia, literalmente reducida al estado de animal de feria, exiliada en Nueva Orleans, obligada a representar su propia vida para sobrevivir.

## Recepción
Lola Montès fue acogida de forma entusiasta por parte de muchos cinéfilos y cineastas, incluidos Jean Cocteau, Jean-Luc Godard, Jacques Rivette, Jacques Tati y Roberto Rossellini. Por su parte, François Truffaut no dudó en comparar la originalidad de su estructura narrativa en múltiples flashbacks con la del Citizen Kane de Orson Welles.
Sin embargo, la película sufrió un rotundo fracaso comercial. Los productores impusieron entonces al director, que murió poco después, dos versiones mutiladas, dobladas, abreviadas y remontadas (reeditadas) contra su voluntad.

## Restauración

### Compra de los derechos
En 1966, la compañía Les Films du Jeudi, del productor Pierre Braunberger, compró los derechos de explotación de la película. Cuatro décadas después, el impulso dado por su hija, Laurence Braunberger, y la Fundación Technicolor para el Patrimonio Cinematográfico permitió resucitarla. Bajo los auspicios de la Cinémathèque française, se llevó a cabo una restauración a cargo de Tom Burton (también autor de la restauración de Voyage dans la Lune, en color, de Georges Méliès) en el laboratorio Technicolor de Los Ángeles. La variedad de la paleta de colores, la amplitud del sonido, el idioma original de los diálogos, así como el montaje y el formato originales de la película le han sido devueltos con exactitud. Esta versión ha sido autorizada por el propio hijo del director, Marcel Ophüls.

### Nuevo estreno
Presentada en el 62.º Festival de Cannes, Lola Montés ahora se puede considerar como fiel a los deseos de Max Ophüls. Su estreno en cines tuvo lugar, después de Estados Unidos, en Francia el 5 de diciembre de 2008; una auténtica resurrección de una obra maestra de la historia del cine aclamada por la prensa generalista (Le Monde, Télérama, Le Nouvel Observateur, etc.) y especializada.

### Publicación en vídeo
La película se publicó a partir de un nuevo máster HD el 19 de febrero de 2020, editado por Carlotta Films. Como bonus, el vídeo contiene un tráiler original y las pruebas de peinado de Martine Carol.